# Dubaj
Dubaj (arab. دبي, trl. Dubayy, trb. Dubajj) – największe miasto w Zjednoczonych Emiratach Arabskich. Stolica emiratu Dubaj. Jest położony na południowym wybrzeżu Zatoki Perskiej. W 2023 liczył ok. 3,55 mln mieszkańców.
Znaczący ośrodek turystyczny. W 2019 Dubaj odwiedziło 16,3 mln turystów, było to siódme najczęściej odwiedzane miasto świata.

## Demografia
Większość populacji Dubaju stanowią obcokrajowcy m.in. z Azji Południowej i Azji Południowo-Wschodniej, 25% populacji ma korzenie irańskie. W Dubaju mieszka także m.in. ponad 100 tys. Brytyjczyków. Jednakże naturalizacja jest znacznie utrudniona.

## Klimat
| Miesiąc                                | Sty | Lut | Mar | Kwi | Maj | Cze | Lip | Sie | Wrz | Paź | Lis | Gru | Roczna |
| -------------------------------------- | --- | --- | --- | --- | --- | --- | --- | --- | --- | --- | --- | --- | ------ |
| Średnie temperatury w dzień [°C]       | 24  | 25  | 28  | 33  | 38  | 40  | 41  | 41  | 39  | 35  | 31  | 26  | 35     |
| Średnie temperatury w nocy [°C]        | 15  | 16  | 18  | 21  | 25  | 28  | 30  | 31  | 28  | 24  | 20  | 17  | 23     |
| Opady [mm]                             | 20  | 25  | 20  | 7   | 0   | 0   | 1   | 0   | 0   | 1   | 3   | 15  | 95     |
| Źródło: NajlepszaPogoda.com 13.07.2022 |     |     |     |     |     |     |     |     |     |     |     |     |        |

## Gospodarka
Dubaj i Deira (niepodległa w tamtym czasie) stały się bardzo ważnymi portami dla zachodnich przedsiębiorstw. Większość nowych centrów finansowych została wybudowana na terenie portu. Dubaj budował swoją pozycję jako ważny punkt na trasach transportowych w latach 70. i 80. XX wieku. Następnie miasto stało się ośrodkiem i portem turystycznym (Port Jebel Ali, wybudowany w latach 70. XX wieku, był największą przystanią na świecie stworzoną przez człowieka) oraz ośrodkiem dla przedsiębiorstw informatycznych i finansowych wraz z nowym Światowym Centrum Finansowym (Dubai International Finance Centre – DIFC). Transport lotniczy jest kontrolowany przez Emirates Airline, założoną przez rząd w 1985 roku. Linia posiada swój główny port tranzytowy w Międzynarodowym Porcie Lotniczym w Dubaju, w 2005 roku przewiozła 12 mln pasażerów, w 2020 roku ponad 15 mln pasażerów.
Rząd Zjednoczonych Emiratów Arabskich założył specjalne strefy, w których zakładają centra firmy z określonych branż, np. Dubai Media City jako część TECOM (Dubai Technology, Electronic Commerce and Media Free Zone Authority), w której siedziby mają firmy z branży IT, takie jak: EMC Corporation, Oracle, Microsoft i IBM, a także z branży mediów: MBC, CNN, Reuters, AP. Dubai Knowledge Village (KV) to centrum edukacyjne i treningowe, dla przyszłych pracowników innych wolnych stref.
Prawie wszystkie komercyjne zakłady są prowadzone przez obcokrajowców przy współpracy lokalnego przedsiębiorcy, który zapewnia licencję za odpowiednią opłatą. Liczne strefy wolnego handlu umożliwiają obcokrajowcom nabycie prawa własności.

### Nieruchomości
Decyzja rządu o przejściu z gospodarki uzależnionej dochodowo od wydobycia ropy naftowej na nastawioną na usługi i turystykę, uczyniła nieruchomości bardziej wartościowymi i skutkowała tzw. „boomem” budowlanym w latach 2004–2006. Budowy na dużą skalę uczyniły z Dubaju jedno z najszybciej rozrastających się miast, porównywalne jedynie z największymi miastami Chin.
Rozwój budowlany zaowocował powstaniem projektów na wodzie (Palm Islands, The World) i na lądzie (Dubai Marina, Burdż Chalifa, Business Bay i Dubailand). Prace nad projektami prowadzą największe firmy na tamtejszym rynku: Emaar Properties, Al Nakheel Properties i Dubai Properties. Aspiracje rządzącego szejka są odzwierciedlone przez ultranowoczesną architekturę, unikatowe wieżowce, takie jak Emirates Towers, które są dwunastym i dwudziestym czwartym budynkiem na świecie pod względem wysokości, oraz Burdż al-Arab (Wieża Arabska), czyli hotel-żagiel wybudowany na sztucznej wyspie. W 2009 roku Emaar Properties oddało do użytku najwyższy budynek świata, Burdż Chalifa mający wysokość 828 m. Obok niego wybudowano największe centrum handlowe na świecie – The Dubai Mall, ukończone w 2009 roku.

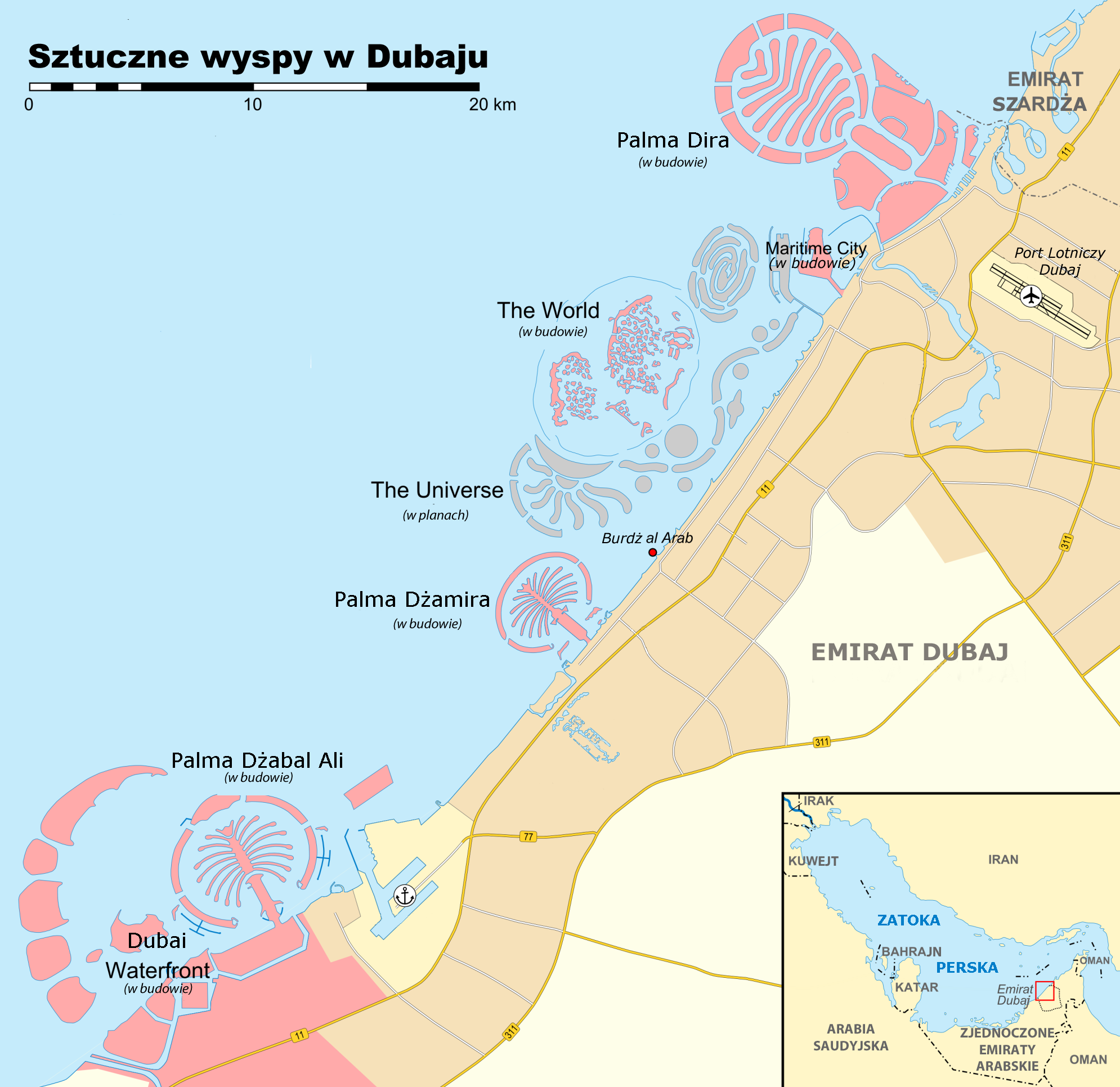
Projekty Al Nakheel Properties w Dubaju

### Wybrane inwestycje
- Burdż al-Arab
- Burdż Chalifa (Complex)
- Business Bay
- Dubai Marina
- Dubai Waterfront
- Dubailand
- Jumeirah Village
- Wyspy Palmowe
  - Palma Jebel Ali (Dżabal Ali)
  - Palma Jumeirah (Dżumajra)
  - Palma Deirah (Dajra)
- The World

### Budownictwo
Od 2000 roku rząd Dubaju zainicjował wiele nowoczesnych projektów w całym mieście, głównie w Mina Seyahi, niedaleko Jumeirah i Jebel Ali. W wielu regionach niełatwo ujrzeć dubajskie niebo bez przynajmniej jednego dźwigu. Eksperci uważają, że 30% wszystkich światowych dźwigów znajduje się w Dubaju. Szacuje się, że siła robocza na budowach Dubaju może sięgać nawet 300 tysięcy pracowników, źle opłacanych i traktowanych, pracujących i żyjących w półniewolniczych warunkach.
Główną przyczyną „boomu” budowlanego w Dubaju jest chęć rządu uniezależnienia się od dochodów z wydobycia ropy. Promowana jest turystyka, budowany Dubailand oraz inne projekty z ogromnymi centrami handlowymi, parkami rozrywki czy stadionami. Inną przyczyną „boomu” jest zmiana prawa w 2002 roku, które zezwala obcokrajowcom na posiadanie własności w Dubaju. Największymi firmami budowlanymi w Dubaju są Al Nakheel Properties i Emaar Properties.

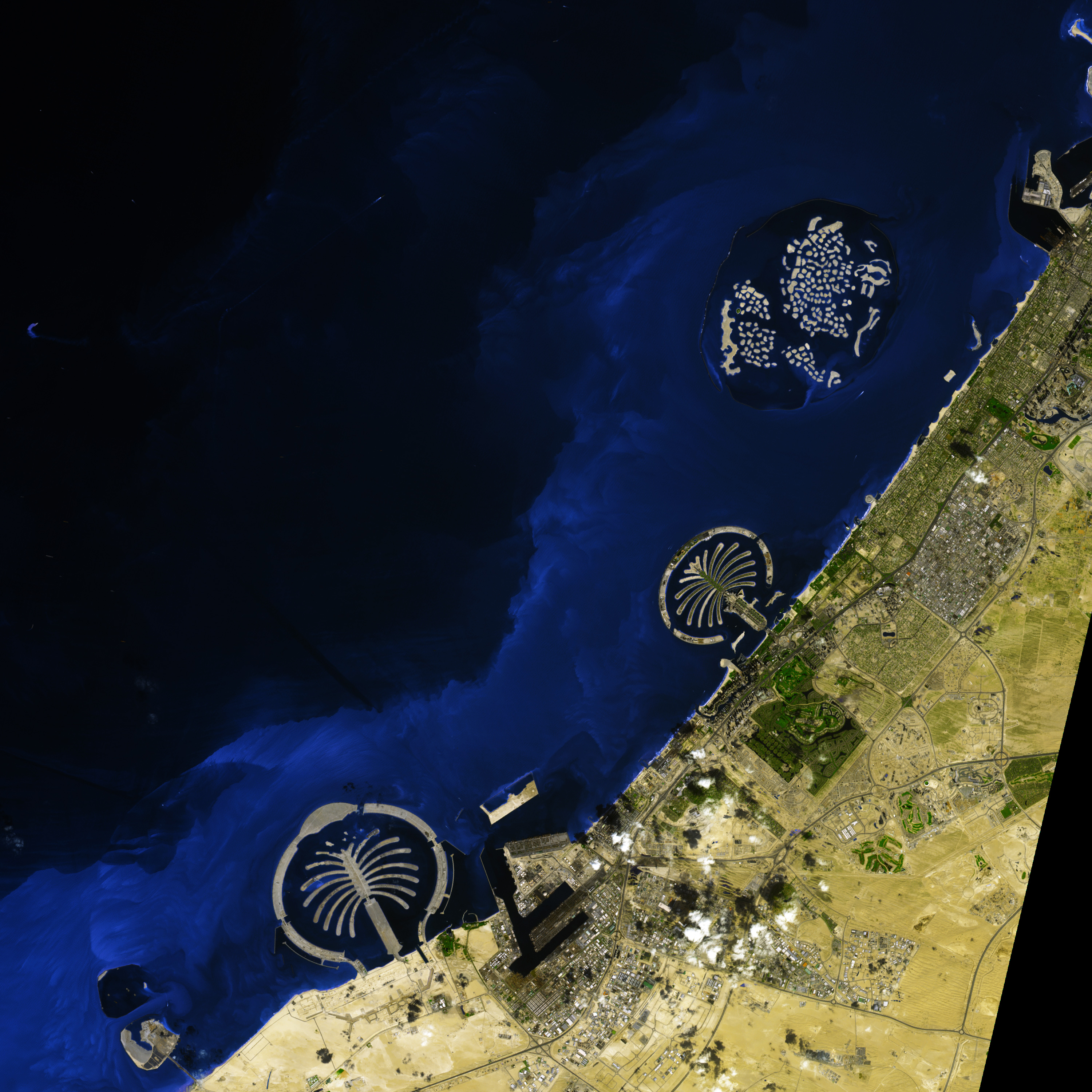
Sztuczne wyspy – widok z kosmosu (2009)
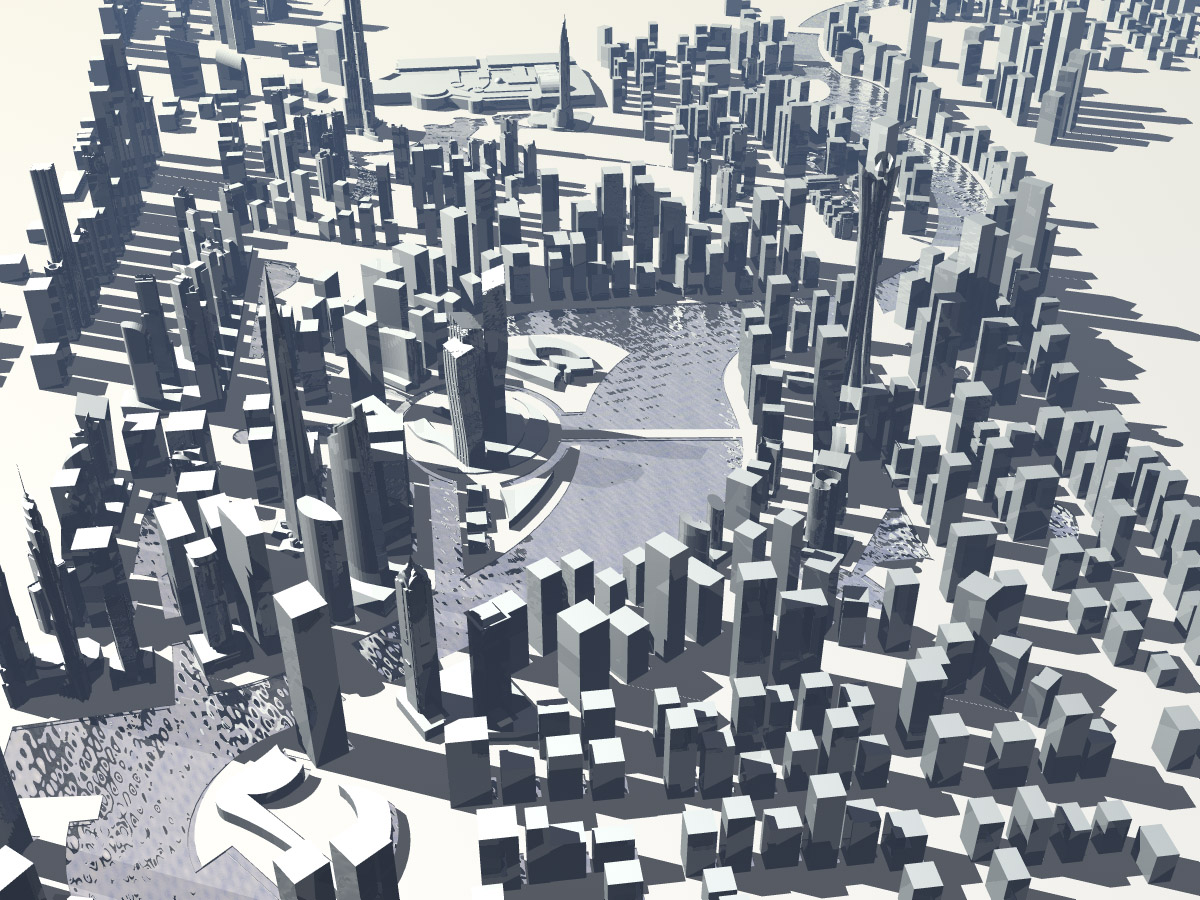
Komputerowa wizualizacja przedstawiająca Business Bay

## Transport

### Drogi
Dubaj ma bardzo rozwinięty system transportu autobusowego w całej metropolii. System transportu (przewozi 200 000 pasażerów tygodniowo) nie jest na tyle duży, aby sprostać rosnącej populacji. Rząd wprowadził specjalne karty e-go, które ułatwiły korzystanie z autobusów. Z systemu korzystają ludzie zarabiający średnio lub mało, reszta jeździ samochodami tworząc korki, które są problemem w mieście. W Dubaju jest wysoki wskaźnik wypadków na drogach (prawie co 3 min.). Przez wypadki drogi są często zablokowane. W mieście istnieje wiele korporacji taksówkarskich państwowych lub prywatnych. Dubajska Korporacja Taksówkarska (Dubai Transport Corporation) posiada taksówki w kolorze kremowym. Niektóre prywatne korporacje to Cars Taxi, National Taxi, Cititaxi i Metro Taxi.

### Kolej

Mapa metra w Dubaju

W emiracie realizowany jest aktualnie wart 3,89 mld dolarów projekt Dubai Metro. Kontrakt na budowę otrzymał Dubai Rapid Link (DURL), konsorcjum prowadzone przez jest Mitsubishi Heavy Industries. Nad projektem pracują także dwie japońskie firmy Obayashi i Kajima oraz jedna turecka – Yapi Merkezi. Pociągi wyprodukowała japońska firma Kinky Sharyo, a sygnalizację i automatykę ruchu pociągów zapewnił Thales. Metro składa się na razie z dwóch głównych linii: Red Line (Linia Czerwona) z lotniska w Rashidiya do Jebel Ali oraz Green Line (Linia Zielona), łącząca centrum miasta po obu stronach rzeki Dubai Creek. Obie linie, według planów z 2005, mają mieć w sumie 70 km długości 43 stacje, 33 naziemne i 10 podziemnych. Linia Czerwona została oddana do użytku z datą 09.09.09 o godz. 09:09:09 wieczorem, co zostało upamiętnione tablicą z zatrzymanym zegarem na stacji Nakheel Towers. Linię Zieloną otwarto 9 września 2011.
Metro w Dubaju jest obecnie największym metrem całkowicie sterowanym automatycznie bez maszynistów (Driverless). Zwielokrotnione systemy bezpieczeństwa zapewniają bezpieczną obsługę pasażerów i uniezależniają ją od błędów ludzkich. Metro dubajskie to właściwie nowoczesna kolej wąskotorowa (LRT – Light Rail Train), coraz powszechniej zastępująca typowe metro starszego typu z ciężkimi i szerszymi wagonami. W pełni automatyczne, komputerowe sterowanie umożliwia zapewnienie większej częstotliwości i płynności kursowania pociągów z minimalnymi przerwami, co jest niemożliwe w przypadku kierowania pociągami przez człowieka ze względu na bezpieczeństwo ruchu. Mniejsza masa wagonów zapewnia mniejsze zużycie energii, zwłaszcza przy niższym natężeniu ruchu.
W planach jest rozbudowa metra o linie Purple Line (Purpurową) i Blue Line (Niebieską). Purple Line o długości 43 km ma połączyć lotniska Dubai International Airport i Al Maktoum International Airport. Blue Line połączy Dubai International Airport z nowym portem Jebel Ali i Dubai World Central International Airport, ma mieć 47 km długości.
Dubaj buduje system metra, aby uniknąć korków na drogach i sprostać rosnącej populacji miasta. Wybudowanych zostanie także siedem kolejek wąskotorowych, aby wspomóc system metra. Kolejka ma połączyć różne miasta takie jak np. Dubailand, Palm Jumeirah i inne z głównymi liniami metra. W dalszej przyszłości planowane jest połączenie Dubaju ze stolicą Emiratów Abu Zabi poprzez przedłużenie linii metra.

### Żegluga
W Dubaju znajduje się kilka portów handlowych, takich jak Port Rashid, Al Jadaf czy Jebel Ali. Cieśnina Dubajska nadal jest używana przez lokalnych handlarzy w dawach. Tradycyjną metodą przedostawania się z prawobrzeżnego Burdż Chalifa do lewobrzeżnej Deiry są małe łódki zwane abrami. Kursują one m.in. z okolic Suku Złotego do historycznej dzielnicy Bastakiya.

### Lotnictwo

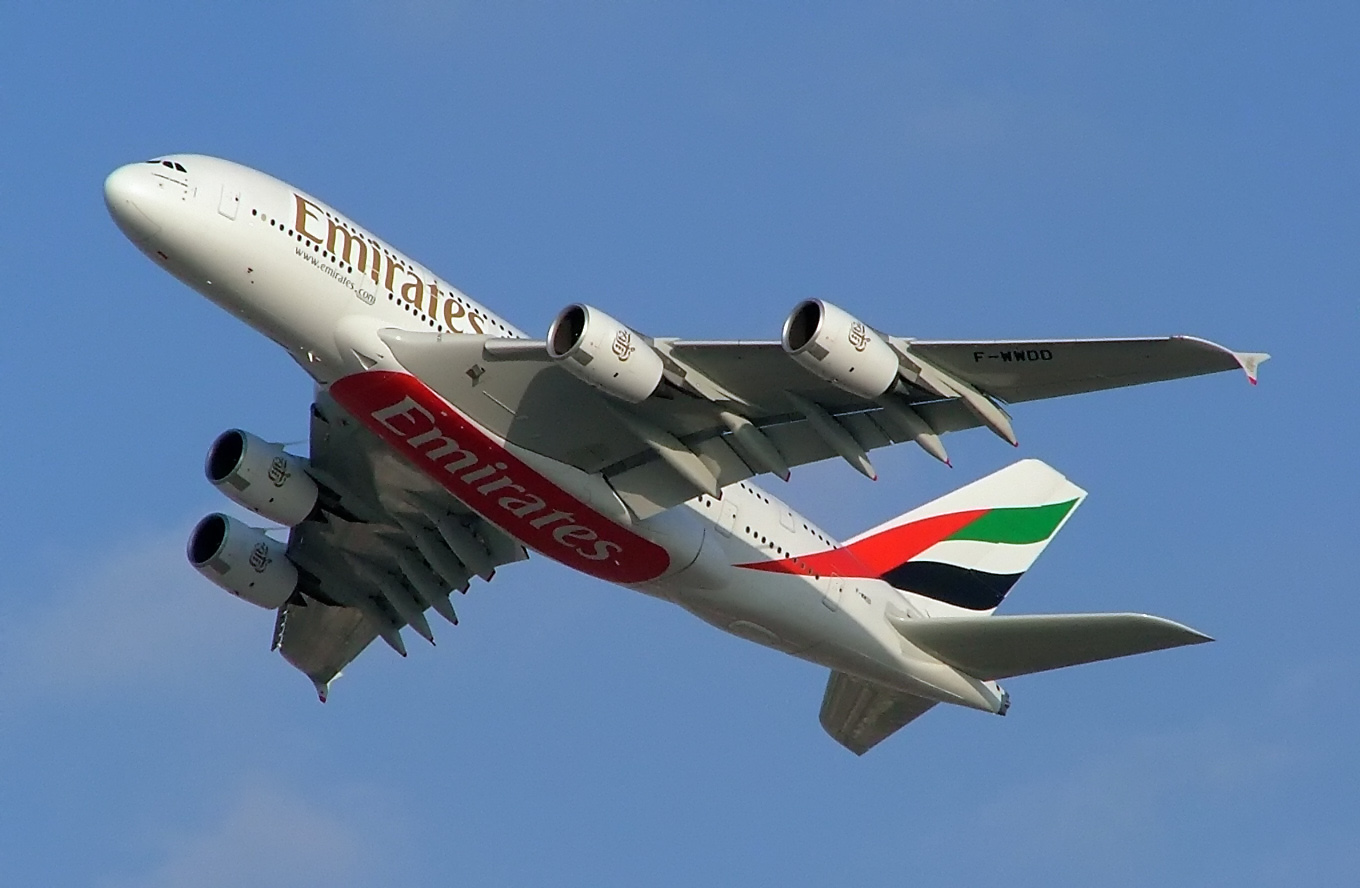
Jeden z samolotów linii Emirates

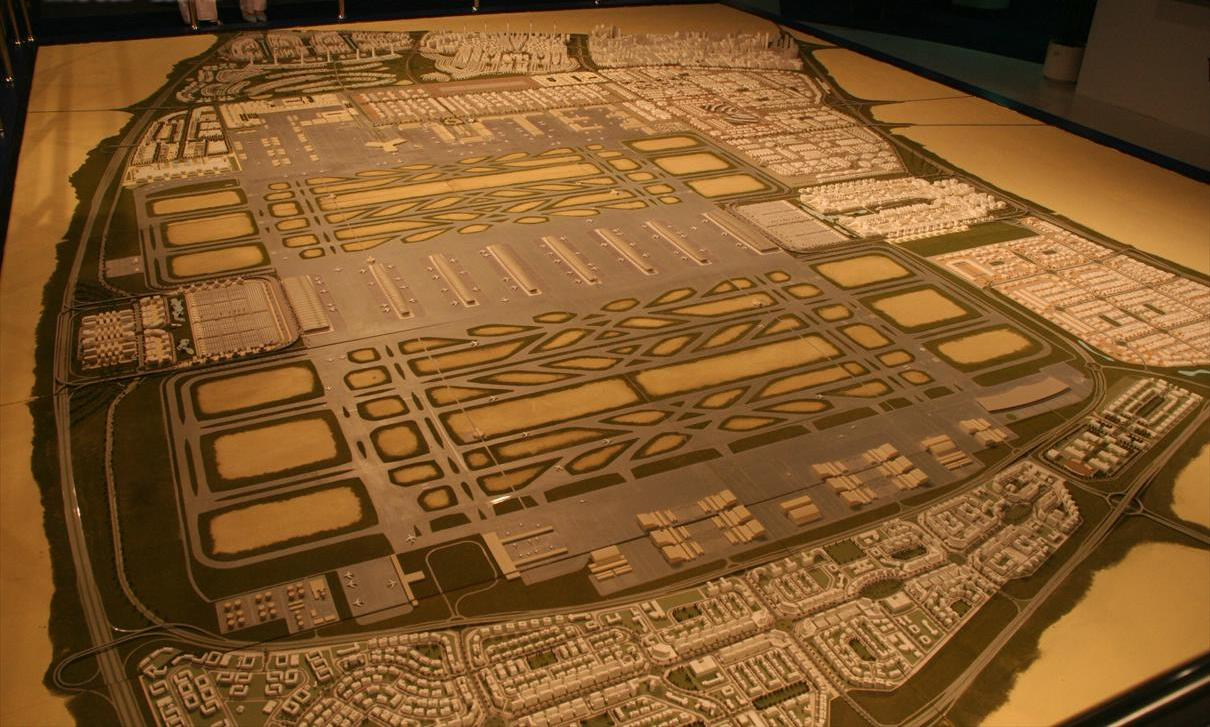
Model nowego lotniska w Dubaju – Dubai World Central International Airport

Dubai International Airport jest węzłem dla linii Emirates. Port w Dubaju wygrał wiele branżowych nagród za profesjonalne usługi i architekturę budynku. Trzeci terminal, przeznaczony wyłącznie dla obsługi linii Emirates, został ukończony w 2009 roku, dlatego podwoiła się dotychczasowa pojemność portu – został on przystosowany do obsługi samolotów Airbus A380. Drugi port lotniczy ulokowany jest w Jebel Ali (nazwę zmieniono na Dubai World Central International Airport, chociaż w IATA kod pozostał JXB) wraz z Jebel Ali Airport City, którego budowa rozpoczęła się w 2005 roku. W przeciągu 20 lat port ma osiągnąć zdolność przyjęcia pasażerów do 120 mln w ciągu roku, pokonując tym samym największy port Hartsfield-Jackson International Airport w Atlancie (88,4 mln pasażerów w 2005 roku).
Dubaj inwestuje duże pieniądze w rozwój portów lotniczych. Ideą jest rozwinięcie dubajskiego transportu lotniczego tak, aby pasażerowie z każdego miasta na świecie mogli przylecieć prosto do Dubaju. Gdy Emirates otrzyma samoloty Boeing 777-200LR Worldliner będzie mógł oferować loty do każdego większego miasta. Linia złożyła zamówienie na 58 samolotów Airbus A380 superjambo z podwójnym pokładem, które mogą pomieścić do 840 pasażerów (w zależności od konfiguracji). Emirates złożyło także zamówienie na 42 samoloty Boeing 777. Lokalizacja Dubaju czyni go unikatowym portem lotniczym w połączeniach pomiędzy Azją i Europą.

## Kultura

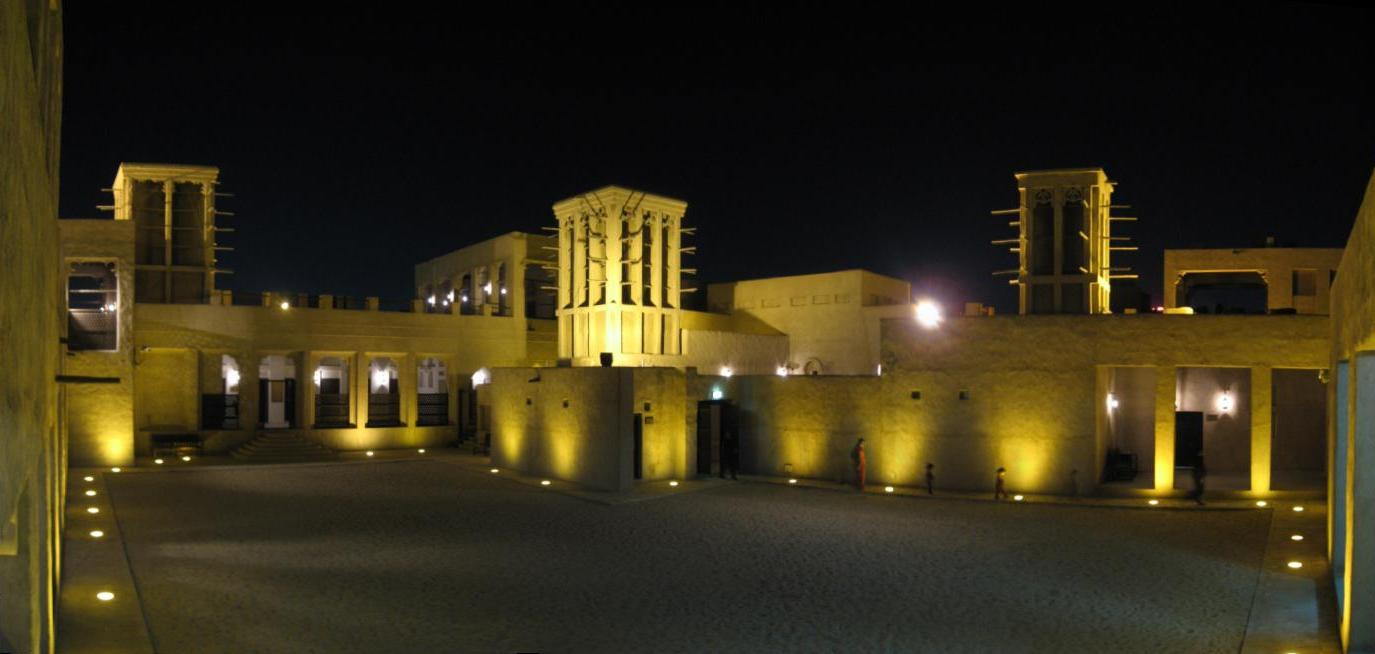
Jedno z muzeów w Dubaju – dom szejka Saeed Al Maktoum

W Dubaju rozwijana jest także działalność kulturalna, dlatego rząd zainicjował powstanie Dubai Cultural Village. Projekt zakłada utworzenie muzeów, centrum do występów artystycznych, biblioteki, szkół artystycznych, księgarni oraz przestrzeni rekreacyjnych. W Dubaju znajduje się wiele scen włączając Royal Hall w Dubai Perl, Stage on the Sea w podwodnym hotelu Hydropolis oraz Dubai Community Theatre. Teatr Madinat jest jednym z najlepszych teatrów w regionie, wystawiane są tutaj najsławniejsze produkcje. Co roku odbywa się także festiwal filmowy, który przyciąga sławy z całego świata. Dubaj realizuje obecnie także projekt Dubai Studio City, które ma być centrum produkcji filmowej. W mieście budowana jest opera na wyspie, zaprojektowana przez Zahę Hadid.

### Rozrywka
Coroczny miesięczny Dubai Shopping Festival (DSF) przyciąga tłumy, w 2005 roku doliczono się 3,3 mln odwiedzających. Inne mniejsze festiwale, takie jak Dubai Summer Surprises, odbywają się w ciągu całego roku.
W mieście znajduje się wiele centrów handlowych, w tym np. Mall of the Emirates, City Centre, Lamcy Plaza, Al Ghurair City, Mercato Mall, Oasis Centre oraz Wafi Centre, w których znajdują się międzynarodowe sklepy, butiki czy restauracje. W Mall of the Emirates, jednym z największych centrów na świecie, znajduje się trzeci co do wielkości kryty stok narciarski. Największym centrum handlowym na świecie jest Dubai Mall, część kompleksu Burdż Chalifa.
W Dubaju znajdują się dwa parki wodne: w Wonderland i Wild Wadi (części Dubailand), który ma podobną koncepcję, co Disneyland (budowa rozpoczęła się w 2003 roku). Całość, gdy zostanie ukończona, będzie miała 300 mln m² powierzchni.

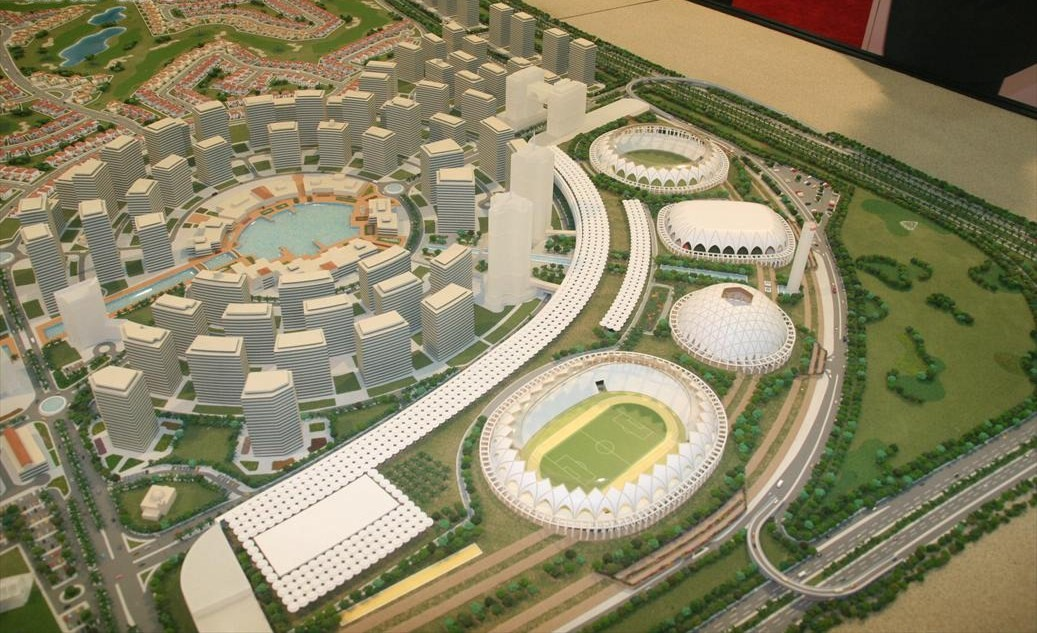
Model projektu Dubai Sports City

### Życie nocne
W mieście znajduje się wiele klubów i barów, głównie przy hotelach. Kluby niedołączone do hoteli, rezydencji lub nieposiadające licencji klubu społecznego nie mogą sprzedawać alkoholu.

### Sport
W Dubaju odbywa się wiele wydarzeń sportowych na najwyższym światowym poziomie, m.in. Dubai Duty Free Tennis Championships, Dubai Desert Classic (turniej golfowy) oraz coroczny wyścig koni Dubai World Cup, który oferuje największą wygraną na świecie w wysokości 15 mln dolarów. W 2005 roku w mieście usytuował się International Cricket Council, który przez 95 lat mieścił się w Lord’s Cricket Ground. W Dubaju co roku odbywa się Dubai Sevens, turniej rugby siedmioosobowego zaliczany do klasyfikacji IRB Sevens World Series.

## Miasta partnerskie
- Amman (Jordania)
- Aleksandria (Egipt)
- Barcelona (Hiszpania)
- Bejrut (Liban)
- Belmont (USA)
- Casablanca (Maroko)
- Damaszek (Syria)
- Detroit (USA)
- Dundee (Wielka Brytania)
- Dżudda (Arabia Saudyjska)
- Frankfurt nad Menem (Niemcy)
- Genewa (Szwajcaria)
- Gold Coast (Australia)
- Guangzhou (Chiny)
- Karaczi (Pakistan)
- Moskwa (Rosja)
- Osaka (Japonia)
- Stambuł (Turcja)
- Szanghaj (Chiny)
- Teheran (Iran)
- Turyn (Włochy)
- Pjongjang (Korea Północna)

## Znane osoby związane z Dubajem
- Walid Abbas (ur. 1985) – piłkarz
- Ahmad Al Maktoum (ur. 1963) – strzelec
- Maisoon Al Saleh (ur. 1988) – malarka
- Ramiz Azzam (ur. 1991) – kierowca wyścigowy
- Essam El-Sayed (ur. 1977) – kulturysta
- Muhammad ibn Raszid Al Maktum (ur. 1949) – szejk